# LoRaWAN

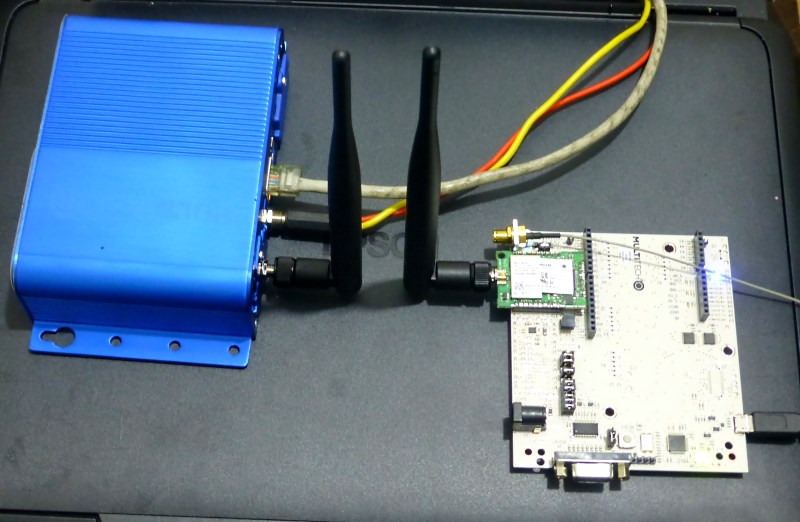
Conexión LoRa/LoRaWan con Gateway Multitech Conduit y nodo Multitech mDot (en placa de desarrollo).

LoRaWAN™ es una especificación para redes de baja potencia y área amplia, LPWAN (en inglés, Low Power Wide Area Network), diseñada específicamente para dispositivos de bajo consumo de alimentación, que operan en redes de alcance local, regional, nacionales o globales.
El estándar de red LoRaWAN apunta a requerimientos característicos de Internet de las Cosas, tales como conexiones bidireccionales seguras, bajo consumo de energía, largo alcance de comunicación, bajas velocidades de datos, baja frecuencia de transmisión, movilidad y servicios de localización. Permite la interconexión entre objetos inteligentes sin la necesidad de instalaciones locales complejas, y además otorga amplia libertad de uso al usuario final, al desarrollador y a las empresas que quieran instalar su propia red para Internet de las Cosas.
La arquitectura de red típica, es una red de Redes en Estrella, de forma que la primera estrella está formada por los dispositivos finales y las puertas de enlace, y la segunda estrella está formada por las puertas de enlace y un servidor de red central. En este caso las puertas de enlaces son un puente transparente entre los dispositivos finales y el servidor de red central. 
Uno o más dispositivos finales se conectan a una o más puertas de enlace, mediante una conexión inalámbrica de un solo salto, usando tecnología RF LoRa™ o FSK, formando así una red en estrella. Una o más puertas de enlace se conectan al servidor de red central por medio de conexiones IP estándar, formando así una red en estrella. 
Las comunicaciones entre los dispositivos y el servidor de red, son generalmente unidireccionales o bidireccionales, pero el estándar también soporta multidifusión, permitiendo la actualización de software en forma inalámbrica, u otras formas de distribución de mensajes en masa.
La comunicación entre dispositivos finales y las puertas de enlace se hacen en diferentes canales de frecuencias y a distintas velocidades de datos. La selección de la velocidad de datos es un compromiso entre la distancia de alcance, y la duración y consumo de energía del mensaje.
Debido a la tecnología de espectro ensanchado (o SS, spread spectrum en inglés), las comunicaciones a distintas velocidades de datos no interfieren con otras comunicaciones a distinta velocidad, creando así un juego virtual de canales que incrementan la capacidad de la puerta de enlace.
Las velocidades de datos se encuentran en el rango de 0.3 kbps a 50 kbps. Para maximizar en forma conjunta la duración de la batería de los dispositivos finales y la capacidad de la red, el servidor central LoRaWAN maneja la velocidad de datos para cada dispositivo en forma individual, por medio de un esquema adaptativo de velocidad de datos (o ADR, adaptive data rate en inglés).